# Sébastien Bottin
Pour les articles homonymes, voir Bottin.
Sébastien Bottin est un administrateur et statisticien français, né le 17 décembre 1764 à Grimonviller et mort le 28 mars 1853  à Paris. Il a donné son nom à un annuaire du commerce et de l'industrie.

## Biographie
Prêtre avant la Révolution française, issu d'une famille bourgeoise originaire de Vézelise en Lorraine, l'abbé Bottin participe à la Fête de la Fédération comme aumônier des députés de la Haute-Marne.
Il signe la Constitution civile du clergé et est nommé curé constitutionnel de Favières. Il renonce finalement à l'état ecclésiastique et s'engage dans la Révolution et occupe des postes administratifs de plus en plus importants en Lorraine et en Alsace : procureur de la commune de Favières (1791-1792), chef et payeur du bureau central des commissaires des guerres à Strasbourg (1793), receveur des domaines dans les pays conquis (an III), chef de bureau adjoint au secrétaire en chef de l'administration centrale du Bas-Rhin (an IV), greffier en chef du tribunal criminel du Bas-Rhin (an V), secrétaire en chef de l'administration centrale du Bas-Rhin (an VI), secrétaire général de la préfecture du Nord (an IX, confirmé le 30 mars 1815). Il est élu à la Chambre des Cent-Jours en mai 1815 mais sa carrière politique ne connaît pas de suite.

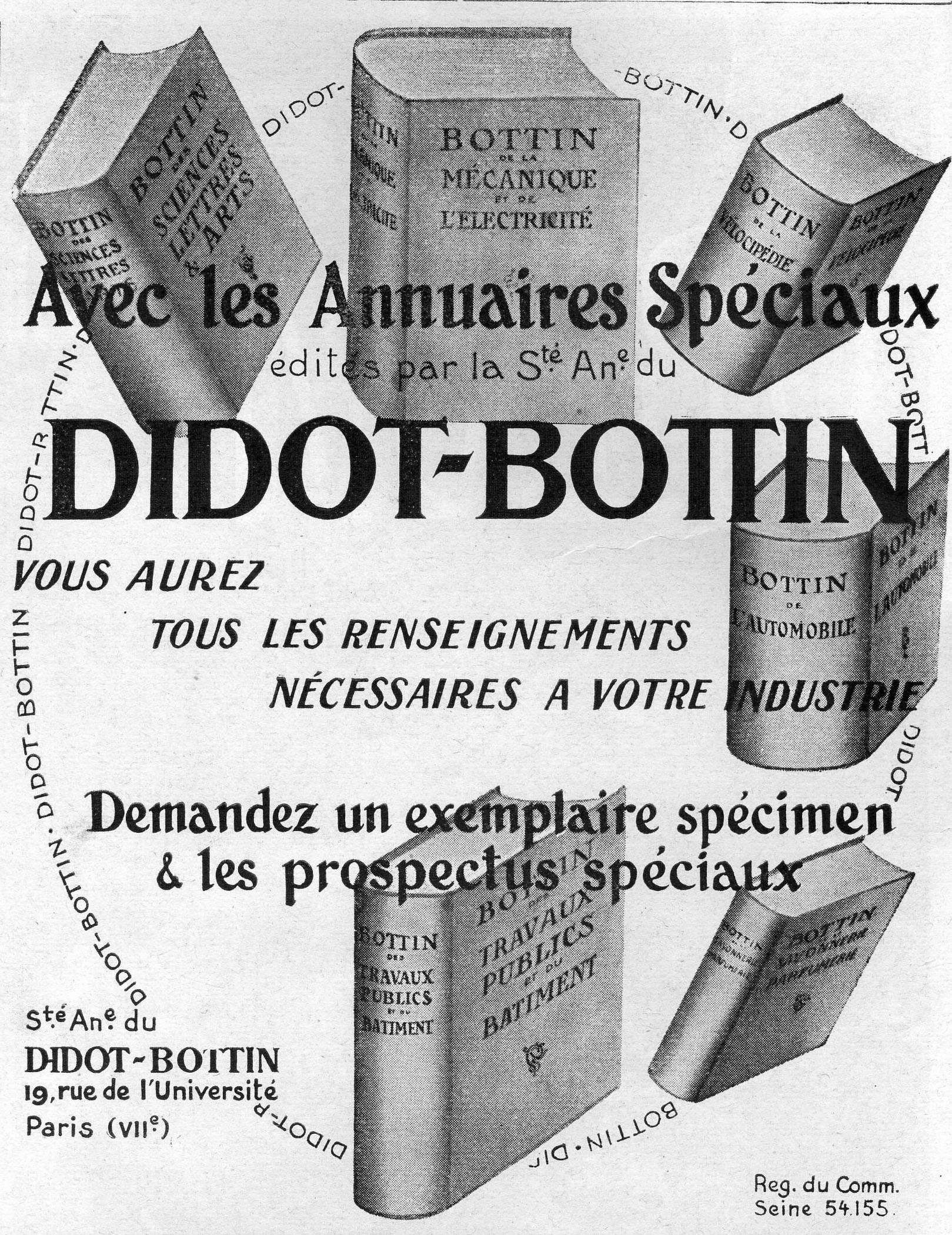
Réclame de 1924 (L'Illustration)

Statisticien, il fait publier un Annuaire statistique du département du Bas-Rhin de l'an VII à l'an IX, dont la qualité est donnée en modèle par Nicolas François de Neufchâteau. Après avoir fondé à Paris la Société de l’Almanach du commerce en 1796, Bottin édite chaque année de 1801 à 1845 une Description statistique du département du Nord. Il publie le Livre d'honneur de l'industrie française, mentionnant les récompenses décernées aux industriels et un Tableau statistique de toutes les foires de France (1825).
Il est surtout connu par l'édition annuelle, de 1819 à 1853, de l’Almanach du commerce de Paris et des principales villes du monde, qui donnera le nom générique de bottin. Criblé de dettes, il meurt à Paris en 1853 dans l'indifférence de ses contemporains. Il est inhumé au cimetière du Père-Lachaise (30e division).
À sa mort, la famille Didot reprend son entreprise et poursuit la publication de l'annuaire, couplé à l'Annuaire du commerce des Didot. En 1881, la société Didot-Bottin devient une société anonyme qui sera cotée en Bourse. En 1903, elle publie le Bottin mondain, premier répertoire français des personnalités du tout-Paris.
La rue Sébastien-Bottin où s'installa l'entreprise Didot-Bottin, dans le 7e arrondissement de Paris, porte son nom depuis 1929.

## Publications
- Sur la Distillation des pommes de terre dans les ci-devant départemens de la rive gauche du Rhin, et des avantages qu’elle procure pour la culture des terres et pour la nourriture des bestiaux, Paris, Mme Huzard, 1811, in-8°, 26 p. ; 2e éd., Paris, Mme Huzard, 1818, in-8°, 39 p.
- Mélanges sur les langues, dialectes et patois : renfermant, entre autres, une collection de versions de la parabole de l'enfant prodigue en cent idiomes ou patois différens, presque tous de France ; précédés d'un essai d'un travail sur la géographie de la langue française, Paris, Bureau de l’almanach du commerce, 1831 [lire en ligne]
- Tableau statistique de toutes les Foires de la France, dressé d’après des documents authentiques, présentant le nombre des foires par commune, le lieu et l’époque de leur tenue, leur durée, la nature des affaires qui s’y traitent, avec l’indication, pour chaque commune, de sa distance au chef-lieu de sous-préfecture, du bureau de poste aux lettres qui la dessert et des relais de poste aux chevaux ; accompagné d’un résumé statistique sommaire en tête de chaque département, Paris, J. Smith (impr.), 1825, in-8° ; Paris, Bureau de l’Almanach du commerce, 1844, in-8°, 438-40 p.